# KK Matheny
KK Matheny ist eine US-amerikanische Arena-Football-Spielerin. Sie spielt derzeit auf der Position des Quarterbacks für die Seattle Thunder in der X-League.

## Karriere
Ihre Karriere begann Matheny 2010 bei Tampa Breeze aus der Legends Football League (LFL), welche sie zwei Mal in die Playoffs führte, wo sie jedoch beide Male in den Conference Championships verloren. Nach dem Umzug der Mannschaft nach Jacksonville zur Saison 2012/2013 führte sie die nun Jacksonville Breeze genannte Mannschaft erneut in die Playoffs, wo sie erneut im Conference Championship scheiterten. 2013 gelangte Matheny mit ihrem nicht in die Playoffs, wurde jedoch in das Eastern Conference All-Fantasy Team gewählt. 2014 gelangte sie mit den Breezes wieder in die Playoffs, verlor jedoch erneut im Conference Championship. Nach der Auflösung des Franchises wechselte sie zur Saison 2015 zu Seattle Mist. Dort warf sie in ihrer ersten Saison für die Mists in der Regular Season 18 Touchdowns und nur 2 Interceptions, sie führte das Team damit in die Playoffs. Dort gelangte sie mit den Mists bis in den Legends Cup, den sie mit 27:21 gewannen. Für ihre Leistungen wurde sie für das All-Star-Spiel nominiert. 2018 wechselte sie zu den neu gegründeten Nashville Knights. 2019 kehrte sie zu den Mist zurück und gewann mit ihnen erneut die Meisterschaft.